# Veveyse
Veveyse är ett distrikt i kantonen Fribourg i Schweiz.

## Geografi

### Indelning
Veveyse är indelat i nio kommuner:
- Attalens
- Bossonnens
- Châtel-St-Denis
- Granges
- La Verrerie
- Le Flon
- Remaufens
- Saint-Martin
- Semsales